# Процесс-арт
Процесс-арт (англ. process art) — одна из форм современного искусства, одна из разновидностей авангардистского концептуального искусства, зародившаяся в 1960-е годы на основании идей минималистского искусства и искусства перформанса.

## Обзор
Произведения процесс-арта должны быть как для художника, так и для зрителя значимыми во времени и в пространстве помещения, уметь проявить причину и необходимость создания данной художественной работы, показать развитие творческого процесса и разъяснить его наблюдателю.
Процесс художественного творчества в процесс-арте включается в презентацию, представление работы зрителям. Наиболее предпочтительной для осуществления этой задачи является видеотехника. Для мастера, работающего в стиле процесс-арта главным является не конечный результат как созданный объект, но действие, экшн как процесс возникновения картины или объекта, которое будет запечатлено на видео- или фотоматериалах. В более широком смысле данное произведение искусства может подвергаться постоянным изменениям под воздействием посторонних влияний природного происхождения — со стороны зрителей, эрозии материала, освещённости в различное время суток и т. д.
Процесс-арт весьма близок такому направлению в современном искусстве, как арте повера.
Процесс-арт зародился в США и Европе в середине 1960-х годов. Течение имеет корни в перформанс-арте, дадаизме и в капельной живописи Джексона Поллока. Процесс-арт характеризуется преобладанием темы мимолетности жизни и постоянного изменения окружающего мира. Поворотным для движения стал 1968 год, когда Роберт Моррис опубликовал эссе, в котором впервые дал описание зарождающемуся течению: так, он отмечал, что художников волнуют вопросы, связанные с человеческим телом, случайными явлениями, импровизацией; они экспериментируют с качествами нетрадиционных художественных материалов, таких как воск, войлок и латекс и используют их, чтобы создавать новые эксцентричные формы.
Процесс-арт оказался напрямую связан с экологическим искусством. Художники процесс-арта обращаются к органике, используя скоропортящиеся и временные материалы: ими могут быть жир, лёд, пар, зерновые злаки, опилки, трава или даже мёртвые кролики. Материалы предварительно часто подвергаются воздействию природных сил: гравитации, времени, погоды, температуры и т. д.
В процесс-арте, как и в движении арте повера, сама природа считается искусством; какая-либо её символизация и репрезентация часто отвергается. Одним из наиболее примечательных примеров процесс-арта здесь является строительство буддийской песочной мандалы Ваджраяны монахами из монастыря Намгьял. Объект был построен в Итаке, штат Нью-Йорк и ныне экспонируется в Галерее азиатского искусства Яглера Экленда. Работа над мандалой была завершена 21 марта 2001 года, а уже 8 июня 2001 года она распалась.
Процесс-арт разделяет некоторые фундаментальные черты с рядом других областей, включая арт-терапию и преобразующее искусство: все они вращаются вокруг вопросов о том, как процесс вовлечения в творческую деятельность может ускорить понимание себя, даровать исцеление и служить причиной социальных изменений, независимо от того приписывается ли творению художественная ценность или нет; иными словами, процесс творения здесь важен в большей степени, нежели само творение.

## Художники
- Линда Бенглис
- Барри Ле Ва[англ.]
- Франц Эрхард Вальтер[нем.]
- Йохен Герц
- Ева Гессе
- Крис Друри[англ.]
- Гэри Куэн[англ.]
- Роберт Моррис
- Брюс Науман
- Микеланджело Пистолетто
- Клаус Ринке
- Ульрих Рюкрим
- Ричард Серра
- Алан Скарритт (Alan Scarritt)
- Кит Соннир
- Дзиро Такамацу[англ.]